# Emoia flavigularis
Emoia flavigularis är en ödleart som beskrevs av  Schmidt 1932. Emoia flavigularis ingår i släktet Emoia och familjen skinkar. Inga underarter finns listade i Catalogue of Life.